# Longjiao
Longjiao (chinesisch 龍角鎮 / 龙角镇, Pinyin Lóngjiǎo Zhèn) ist eine Großgemeinde im Süden des Kreises Yunyang der regierungsunmittelbaren Stadt Chongqing in der Volksrepublik China. Longjiao besitzt eine Fläche von 68,7 km². Die Großgemeinde liegt am Zusammenfluss des Nixi (泥溪河) mit dem Modao Xi (磨刀溪), einem kleinen Fluss, der von Süden in den Yangtsekiang mündet.
Im Oktober 2022 hatte Longjiao 19.121 registrierte Einwohner.

## Geschichte
Longjiao liegt an einer alten Handelsroute von Hubei nach Ost-Sichuan, wo der Nixi die Ausläufer des Fangdou-Gebirges (方斗山) durchbricht. 1662, im ersten Jahr der Regierung des Qing-Kaisers Aisin Gioro Xuanye, wurde an der damals als „Passfeld“ (坳口场) bekannten Stelle ein offizieller Markt eingerichtet.
Um 1900, gegen Ende der Qing-Dynastie, wurde die heutige Einwohnergemeinschaft Wulong zur Gemeinde (五龙乡) hochgestuft. Der Name „Wulong“ („Fünf Drachen“) leitet sich von fünf Bergen ab, die um den Zusammenfluss von Nixi und Modao Xi gruppiert sind. Da der Ort auf einer Halbinsel lag, war er im Volksmund als „Longjiao“ („Dracheneck“) bekannt. Während der Republik änderte sich die administrative Zuständigkeit mehrmals. So wurde 1929 die Gemeinde Wulong geteilt und Longjiao, das ehemalige Passfeld am Fluss, eine eigenständige Großgemeinde. 1940 wurde Longjiao der 17 km weiter südlich gelegenen Großgemeinde Nixi unterstellt, dann aber 1941 als Gemeinde (龙角乡) wieder selbstständig.
Im Januar 1953 wurde Longjiao in die drei Gemeinden (heute Verwaltungsdörfer) Junjia, Mufu und Zhangjia geteilt, die aber im Februar 1956 wieder zur Gemeinde Longjiao vereinigt wurden. Im April 1958 wurde Longjiao in eine Volkskommune (龙角公社) umgewandelt.
In der ehemaligen Gemeindeverwaltung war nun die Gebietsverwaltung Longjiao (龙角区公所) untergebracht, eine Außenstelle der Kreisregierung von Yunyang, die neben Longjiao auch für die Volkskommunen Shuangba (双坝公社), Baoping (宝坪公社), Nixi (泥溪公社), Tonglin (桐林公社), Yaoling (耀灵公社) und Qingshui (清水公社) zuständig war. Im Zuge der Reform- und Öffnungspolitik wurde die Volkskommune Longjiao im Juli 1984 wieder in eine Gemeinde umgewandelt. Im November 1992 wurde Longjiao zur Großgemeinde hochgestuft.
Durch die Drei-Schluchten-Talsperre entstand am Modao Xi ein Rückstau, der die alte Ansiedlung auf dem Passfeld direkt am Fluss gefährdet hätte. Dort, auf dem Gebiet des Verwaltungsdorfs Longyan, liegt mit 175 m der tiefste Punkt der Großgemeinde. Nach einem ersten Versuch im Jahr 2003, die Altstadt an einen höheren Ort zu verlegen, musste man feststellen, dass der neue Standort erdrutschgefährdet war. Ein Jahr später fand man dann in Wulong, etwas flussaufwärts am Nixi, eine bessere Stelle. Dort konnte man Häuser für 20.000 Personen bauen. Als erstes wurde eine Grundschule für 1300 Kinder errichtet, die Anfang September 2004 mit dem Beginn des neuen Schuljahrs den Betrieb aufnahm.

## Administrative Gliederung
Longjiao setzt sich aus einer Einwohnergemeinschaft und elf Verwaltungsdörfern zusammen. Diese sind:
- Einwohnergemeinschaft Wulong (五龙社区), Regierungssitz der Großgemeinde
- Dorf Changsha (长沙村)
- Dorf Gaojia (高家村)
- Dorf Junjia (军家村)
- Dorf Lanping (栏坪村)
- Dorf Longyan (龙堰村)
- Dorf Mufu (木甫村)
- Dorf Quanshui (泉水村)
- Dorf Xinli (新立村)
- Dorf Yangzhai (杨寨村)
- Dorf Yongfu (永富村)
- Dorf Zhangjia (张家村)

## Tiefraumradar
Nördlich der Einwohnergemeinschaft Wulong befindet sich im Modao Xi die über zwei Brücken mit dem Westufer und der Stadt im Süden verbundene, 1,5 km² große Zhongzhou-Insel (中洲岛). Auf einem länglichen, gut 20 ha großen Areal auf dem Gipfel des Inselhügels baut das Innovationszentrum Chongqing der Technischen Universität Peking seit dem 14. Februar 2023 den zweiten Abschnitt des Facettenauge-Tiefraumradars (超大分布孔径雷达高分辨率深空域主动观测设施, kurz 中国复眼) zur Ortung von erdnahen Asteroiden (der erste Abschnitt befindet sich in Longxing).
Ähnliche Anlagen zur Radarastronomie gibt es bereits am Goldstone Deep Space Communications Complex (X-Band) und am Green-Bank-Observatorium (Ku-Band) in den USA.
Mit der aus 25 zusammengeschalteten Parabolantennen von jeweils 30 m Durchmesser – dies entspricht dem Durchmesser einer einzelnen 100-m-Antenne – bestehenden Anlage in Longjiao können nach ihrer Fertigstellung Asteroiden mit einem Durchmesser von einigen Dutzend Metern auf eine Entfernung von 7,5 Millionen Kilometern (das 20-fache der Entfernung Erde–Mond) beobachtet und ihre Zusammensetzung – je nach Metallgehalt liegt der Reflexionsgrad eines Asteroiden im Mikrowellenbereich zwischen 0,05 und 0,6 – und Rotationsgeschwindigkeit festgestellt werden, damit sie, falls sie eine Gefahr für die Erde darstellen, möglichst effizient aus ihrer Bahn gelenkt werden können.
Im Jahr 2023 waren gut 2000 potenziell gefährliche Asteroiden bekannt.
Der Grund, warum die Wahl der Wissenschaftler auf die Zhongzhou-Insel als Standort für die Radaranlage fiel, war ihre geschützte Lage zwischen den fünf Bergen, die der Einwohnergemeinschaft Wulong ihren Namen geben. Dadurch weht auf der Insel wenig Wind, der ansonsten den großen Parabolantennen gefährlich werden könnte. Außerdem ist dort der Temperaturunterschied über das Jahr relativ gering, was die präzise Ausrichtung der Radarantennen erleichtert.
Von ihrem Standort oben auf dem Inselhügel können die schwenkbaren Radarantennen den Himmel mit einem Sichtfeld von ±75° aus der Vertikalen beobachten.

## Verkehrsanbindung
Über die Staatsstraße S305 ist Longjiao in Richtung Norden mit der Kreisstadt Yunyang verbunden, von wo aus wiederum Anschluss an die Autobahn Shanghai–Chengdu besteht. In Richtung Süden verbindet die S305 Longjiao mit der Großgemeinde Biaocao, der Gemeinde Qingshui und dem  Nationalen Geopark Longgang (云阳龙缸国家地质公园), einer 355 m tiefen Doline mit einem oberen Durchmesser von 315 m.
Die historische Verbindung von dort aus nach Lichuan in der Nachbarprovinz Hubei erfolgt über Gemeindestraßen.
Die Longyao-Straße („Longjiao–Yaoling“), die historische Verbindung nach Nixi im Süden, ist heute ebenfalls nur noch eine einfache Gemeindestraße.